# Engelhard Pargätzi
Engelhard Pargätzi, né le 31 juillet 1949 à Arosa, est un skieur alpin suisse, spécialiste du géant qui a mis fin à sa carrière sportive à la fin de la saison 1977.

## Coupe du monde
- Meilleur résultat au classement général : 10e en 1976
  - 1 victoire : 1 géant

### Saison par saison
- Coupe du monde 1972 :
  - Classement général : 44e
- Coupe du monde 1973 :
  - Classement général : 37e
- Coupe du monde 1974 :
  - Classement général : 25e
- Coupe du monde 1975 :
  - Classement général : 31e
- Coupe du monde 1976 :
  - Classement général : 10e
    - 1 victoire en géant : Madonna di Campiglio
- Coupe du monde 1977 :
  - Classement général : 43e

## Arlberg-Kandahar
- Meilleur résultat : 16e place dans le combiné 1975 à Megève/Chamonix